# Линейные крейсера типа «Лексингтон»
Линейные крейсера типа «Лексингтон» — тип линейных крейсеров флота США, строившихся после Первой мировой войны. Планировалось к постройке 6 единиц: «Лексингтон», «Констеллейшен», «Саратога», «Рейнжер», «Конститьюшен», «Юнайтед Стейтс». Строительство прекращено по условиям Вашингтонского морского договора 1922 года, «Лексингтон» и «Саратога» были достроены как авианосцы.

## Конструкция
Проект получился достаточно своеобразным. Мощное вооружение из 8-ми 406-мм орудий и высочайшая скорость хода сочетались с крайне слабой для capital ships броневой защитой. Тактическое назначение кораблей оставалось неясным. Для уничтожения лёгких сил они были абсурдно велики и дороги, а вступать в бой с адекватным противником для них было очень опасно. Тем не менее, американцы в 1920-1921 годах заложили сразу 6 таких единиц.

### Энергетическая установка
Паровая турбина с прямой передачей на винты обладала рядом недостатков. Турбина для повышения КПД должна была иметь обороты в несколько раз больше винта. При этом силовая установка рассчитывалась на один оптимальный режим, как правило, полного хода. На остальных режимах, в том числе крейсерском, КПД падал. Зубчатые редукторы на тот момент ещё не отличались требуемой надёжностью, обладая при этом высокой шумностью. Турбоэлектрическая установка состояла из турбогенераторов, вырабатывающих электроэнергию с передачей её по проводам на гребные электродвигатели. Электродвигатели занимали меньше места, чем турбины, позволяли отказаться от турбин заднего хода, и их можно было разместить дальше в корму. Поэтому гребные валы получились достаточно короткими — всего 14 % от длины корабля, что снижало вибрации. ЭУ позволяла иметь 17 различных вариантов запитки электродвигателей от турбогенераторов. Были у турбоэлектрической установки и свои недостатки — больший вес, сложность наладки и обслуживания, необходимость хорошей принудительной вентиляции для отвода тепла и влажного воздуха, опасность короткого замыкания при повышении влажности и затоплениях во время боя.
Машинные отделения располагались по центру, а котельные отделения по бокам от них. 16 водотрубных котлов располагались в 8 котельных отделениях — по 4 с каждого борта. Котлы с нефтяным отоплением — системы Ярроу на «Лексингтоне» и «Уайт-Фостерер» на «Саратоге». Они вырабатывали пар под давлением 21 атм и при температуре 237°С. По четыре дымохода сводились в две трубы.
В двух следующих друг за другом машинных отделениях размещались четыре паротурбинных электрогенератора производства фирмы «Дженерал Электрик». Ток от генераторов через четыре преобразователя постоянного тока в переменный поступал на восемь гребных электродвигателей, работавших на четыре вала.
Проектная мощность энергетической установки составляла 180 000 л. с.